# Ключевка (муниципальное образование город Новомосковск)
Ключевка — деревня в Тульской области России.
В рамках административно-территориального устройства входит в Ключевский сельский округ Новомосковского района, в рамках организации местного самоуправления включается в муниципальное образование город Новомосковск со статусом городского округа.

## География
Расположена на реке Любовка (Любовское водохранилище), в окружении городской черты города Новомосковска, в северной её части.

## Население
| 2002 | 2010 |
| ---- | ---- |
| 211  | ↘177 |